# На стрибку
На стрибку (англ. On the Jump) — американська кінокомедія режисера Альфреда Дж. Гулдінга 1918 року.

## У ролях
- Гарольд Ллойд — Гарольд — посильний в готелі
- Снуб Поллард — Снупі Сем — домашній детектив
- Бібі Данієлс — фаворитка
- Вільям Блейсделл
- Семмі Брукс
- Гаррі Барнс